# Trent (Dorset)
Pour les articles homonymes, voir Trent.
Trent est une paroisse civile et un village du Dorset, en Angleterre.